# Mademoiselle Fifi ou Histoire de rire
Pour plus de détails, voir Fiche technique et Distribution.
Mademoiselle Fifi ou Histoire de rire est un téléfilm français réalisé par Claude Santelli sorti en 1992, adapté de la nouvelle Mademoiselle Fifi de Guy de Maupassant.

## Synopsis
Le film raconte l’histoire d’un vieillard et d’une prostituée qui, malgré les horreurs de la guerre franco-allemande de 1870, savent conserver leur innocence.

## Fiche technique
- Titre : Mademoiselle Fifi ou Histoire de rire
- Titre international : Miss Fifi[3]
- Réalisateur : Claude Santelli
- Scénario : Claude Santelli d’après la nouvelle Mademoiselle Fifi de Guy de Maupassant (1882)
- Musique : Jean-Marie Sénia
- Photographie : Francis Junek
- Pays d’origine :  France
- Sociétés de production : SFP et Antenne 2
- Genre : drame
- Durée : 90 minutes
- Date de sortie :  20 janvier 1992 sur Antenne 2[2]

## Distribution
- Yves Lambrecht : le marquis Von Eyrik, surnommé Mlle Fifi
- Hans Christian Blech : le major
- Nathalie Cerda : Rachel
- André Weber : le père Milon
- Yves Pignot : le curé de Cleresville
- Maria Meriko : la folle
- Peter Semler : Otto Grössling
- Chrystelle Labaude : Paméla
- Cécile Vassort : Blandine
- Maïté Nahyr : Èva
- Roger Dumas : Célestin
- Arlette Gilbert : Hermance
- Teco Celio (it) : le devoir
- Bernard Musson : le sacristain
- Andrée Champeaux : Césarine
- Annick Alane : Mme Vatinel
- Volker Marek : un sous-officier